# Antagoniste des récepteurs des leucotriènes
Wikipédia ne donne pas d'avis médical : seul un professionnel (médecin, pharmacien, etc.) est habilité à le faire.
Les antagonistes des récepteurs des leucotriènes sont des molécules s'opposant aux effets des leucotriènes dans l'organisme.
La dénomination commune internationale (DCI) des substances de cette famille pharmacologique est le suffixe -lukast. Elle comprend le pranlukast, le zafirlukast et le montélukast, seul ce dernier étant commercialisé en France dans le traitement de l'asthme.